# Proctoporus unsaacae
Proctoporus unsaacae là một loài thằn lằn trong họ Gymnophthalmidae. Loài này được Doan & Castoe mô tả khoa học đầu tiên năm 2003.